# Bamblagärdsmyg
Bamblagärdsmyg (Microcerculus bambla) är en fågel i familjen gärdsmygar inom ordningen tättingar.

## Utseende och läte
Bamblagärdsmygen är en liten brun gärdsmyg med ett mycket karakteristiskt vitt band på vingen. Strupen är grå, liksom bröstet. I östra delar av utbredningsområdet är undersidan fint fjällad. Sången består av en snabb serie med klara, ringande visslingar.

## Utbredning och systematik
Bamblagärdsmyg delas in i tre underarter:
- M. b. bambla – förekommer från tropiska sydöstra Venezuela (Auyan-Tepui) till Guyana och nordöstra Brasilien
- M. b. albigularis – förekommer i tropiska östra Ecuador, västra Amazonområdet (Brasilien) och sydöstra Peru
- M. b. caurensis – förekommer i tropiska östra Venezuela (Amazonområdet och västra Bolívar)

## Levnadssätt
Bamblagärdsmygen hittas i regnskog i låglänta områden och förberg. Den ses vanligen enstaka, kilande utmed marken men ibland något högre upp när den sjunger. 

## Status och hot
Arten har ett stort utbredningsområde, men tros minska i antal, dock inte tillräckligt kraftigt för att den ska betraktas som hotad. Internationella naturvårdsunionen IUCN listar arten som livskraftig (LC).

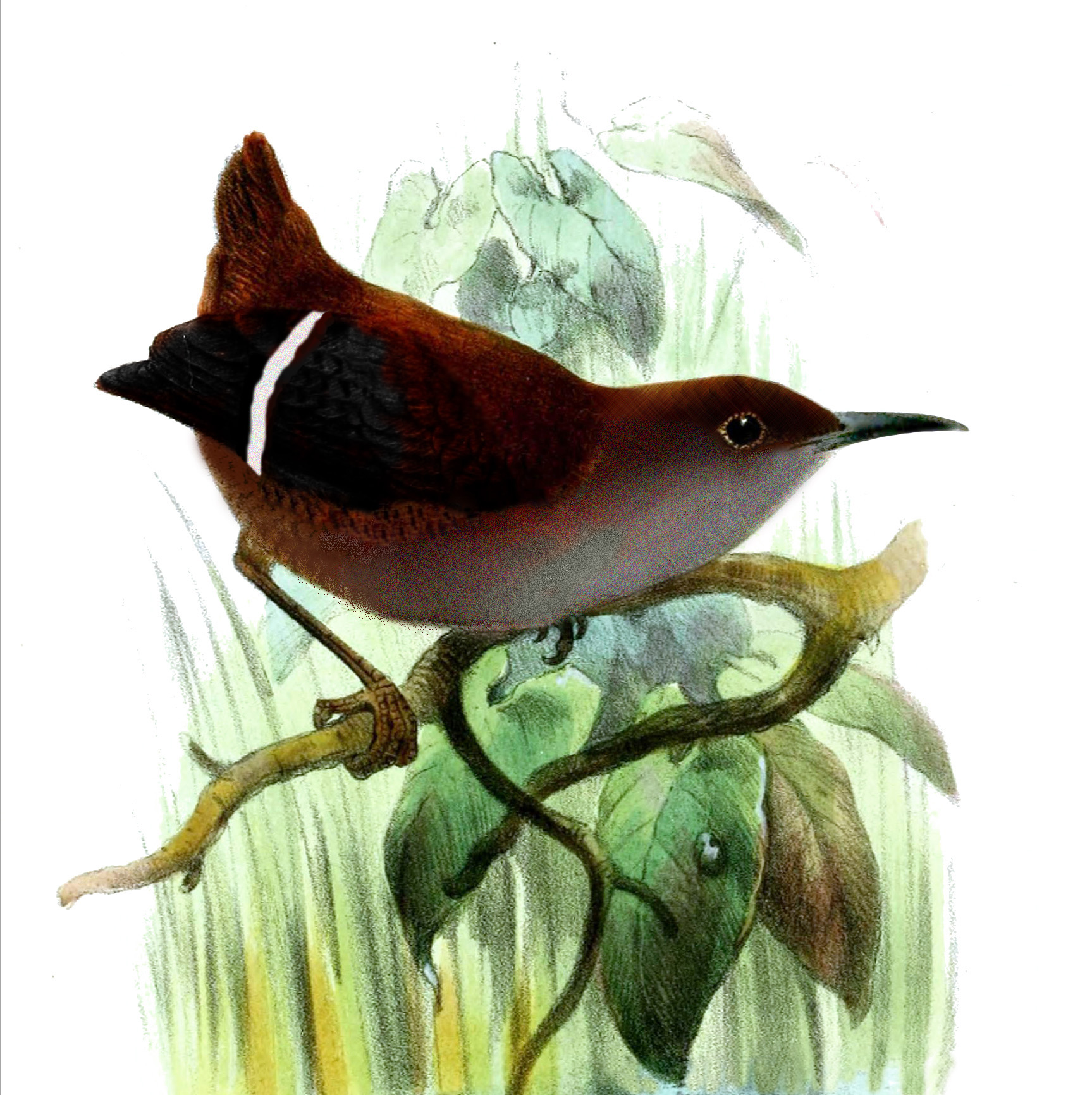

## Namn
Bambla är en förvrängning av det franska bande blanche, som betyder "vitt band" och syftar på artens vita vingband.